# Organisation der Juden in Bulgarien
Die Organisation der Juden in Bulgarien „Schalom“ (bulgarisch Организацията на евреите в България „Шалом“) beschäftigt sich mit der Koordination der unterschiedlichen jüdischen Gemeinden in Bulgarien, wo etwa 1400 Juden leben.
Sie fungiert als Schirmorganisation und schließt alle Bereiche jüdischen Lebens in Form einer Vielfalt von Programmen und Projekten ein. Schalom hat unter anderem folgende Tätigkeitsbereiche:
- Aufrechterhaltung und Förderung der jüdischen Werte und Traditionen in ethnischer, sprachlicher und kultureller Hinsicht
- Verteidigung der konstitutionellen Rechte seiner Mitglieder sowie aller Juden in Bulgarien gegenüber dem Staat, dessen Organen und anderen öffentlichen und politischen Einrichtungen im Land
- Tätigkeiten zum Abbau jeglicher Form von Rassismus, Totalitarismus, antidemokratischer Tendenzen, Faschismus, Antisemitismus und Nationalchauvinismus
- Zusammenarbeit mit jeglichen Gesellschaften und Organisationen im In- und Ausland, die den Prinzipien der Demokratie und Menschenrechte entsprechen
- Organisation von Seminaren, schulischen Einrichtungen und anderen Ausbildungsstätten
- Öffentlichkeitsarbeit und Popularisierung jüdischer Werte
- Förderung von Erziehung und Kultur
- Organisation von Konzerten, Theaterstücken und Buchpräsentationen
- Erstellung von Datenarchiven
- Aufrechterhaltung der historischen jüdischen Stätten (Synagogen, Gräber, Denkmäler usw.)

Seit 2005 leisten junge Österreicher einen Gedenkdienst bei Schalom.